# Con l'affetto della memoria
Con l'affetto della memoria è il 19º album di Domenico Modugno, pubblicato nel 1971.

## L'album
Dopo il ritorno alla RCA Italiana, la casa discografica con cui aveva debuttato, ed il ritrovato successo con una serie indovinata di 45 giri (Meraviglioso, Come hai fatto e soprattutto La lontananza, che lo riporta al primo posto della hit parade), Modugno progetta, in collaborazione con il suo tastierista Antonio Coggio, una sorta di concept-album, raggruppa infatti alcune canzoni nuove e recupera reincidendoli cinque vecchi brani che hanno tutti come tema la vita nel sud contadino degli anni cinquanta.
In merito a questo disco infatti, anni dopo, Modugno ha dichiarato:
(Domenico Modugno, 1989)
Nel retro di copertina dell'album, presentando il disco, Modugno scrive: Con l'affetto della memoria è l'elegia della terra rivisitata, l'emozione di rivangare con nostalgia e amore, ma talvolta in allegria, i luoghi, l'atmosfera, le persone di "allora".
Nei primi anni settanta sta avvenendo una riscoperta del folklore italiano, grazie ad artisti come Otello Profazio, Matteo Salvatore, Caterina Bueno e Maria Carta, per citarne alcuni, ed anche Canzonissima dedica uno spazio particolare alla musica popolare: Modugno, con quest'album, quasi rivendica una sorta di primogenitura nel riallacciarsi alla tradizione musicale popolare italiana.
È questo il senso della reincisione di alcuni vecchi brani: Salinaru (pubblicata con il titolo Lu salinaru su 78 giri nel 1956 dalla Fonit), Sceccareddu 'mbriacu (pubblicata con il titolo Lu sciccareddu 'mbriacu su 78 giri nel 1955 dalla RCA Italiana e reincisa l'anno dopo nell'album Domenico Modugno e la sua chitarra - Un poeta un pittore un musicista), Tamburo della guerra (pubblicata con il titolo Lu tamburru de la guerra su 78 giri nel 1955 dalla RCA Italiana), Lu pisce spada (lato B del primo 45 giri di Modugno, nel 1954) e La sveglietta (anche questa pubblicata nel 1954 su 78 giri).
Le sette canzoni inedite sono tutte composte per il disco, tranne Scioscia popolo: questa canzone infatti, il cui testo è di Eduardo De Filippo, era stata scritta da Modugno nel 1963 per il dramma storico di De Filippo Tommaso d'Amalfi, che raccontava la storia di Masaniello, ma non era mai stata incisa; questa canzone e Amara terra mia sono le uniche due non firmate completamente da Modugno.

## Le canzoni nuove

### Vendemmia giorno e notte
La canzone inizia con un brano recitato in cui Modugno, interpretando suo padre, si rivolge a sé stesso, usando il nome Mimì (con cui lo chiamavano in famiglia), esortandolo a non dimenticarsi delle origini e delle proprie radici, simboleggiate dal rumore dei contadini che vendemmiano e che sostituiscono il recitato (che sfuma) con dei canti tradizionali e invocazioni a Sant'Antonio:
...e a San Francesco...
Il ritornello riprende alcune frasi tratte da Liolà di Luigi Pirandello.

### Amara terra mia
Non firmata completamente da Modugno, è una rielaborazione di un brano di Giovanna Marini, spacciato da lei stessa come canto popolare il cui testo è stato modificato in collaborazione con Enrica Bonaccorti, all'epoca giovane attrice e già coautrice della canzone La lontananza del 1970.
È una delle canzoni più note e struggenti di Modugno, con un testo commovente dedicato all'emigrazione:
Fu pubblicata nel 1973 su 45 giri con la stessa copertina dell'album e con sul retro Sortilegio di luna.
Venne usata come sigla di chiusura dell'originale televisivo Nessuno deve sapere.

### Scioscia popolo
De Filippo paragona, nel suo testo, il popolo sfruttato, a cui i ricchi pigliano pure i figli, le mogli e persino il sangue al legno che, se lasciato seccare, va a finire che prende fuoco:

### La ...Cia
Brano recitato, in cui Modugno ricorda una ragazza di paese, Lucia, il suo primo amore....e spera di non rincontrarla mai per non leggere nel suo viso lo stesso stupore che forse, leggerebbe in quello di Lucia, lo stupore del tempo che è passato, lo stesso Modugno ha raccontato che il testo di questa canzone è autobiografico:
(Domenico Modugno, 1991)

### Frasulinu
Interamente in dialetto vernacolo sanpietrano, è la storia vera di un personaggio di San Pietro Vernotico, una sorta di scemo del paese, che per divertire il popolo mangiava vetri rotti, chiodi, ricci, e persino una volta un topo dentro un panino, quasi sempre ubriaco, gridava al centro del paese:
...ed un paesano gli dava uno schiaffone...
...e se ne prendeva un altro, poi raccoglieva qualche spicciolo, lo spendeva in osteria, ed andava alla fine a dormire alla stazione, non prima di esser passato davanti alla stazione dei Carabinieri per insultare il maresciallo.
Finché, una mattina, fu trovato dentro ad una pozzanghera congelata.....era morto assiderato con un vago sorriso sulle labbra.
Ascoltando questa canzone, uno dei vertici dell'arte di Modugno, sembra quasi di assistere ad una di quelle vecchie rappresentazioni che facevano i cantastorie girando per i paesi del sud, raccontando canzoni ispirate a storie vere ed illustrate con alcuni disegni raffiguranti le scene principali della vicenda.

### Con l'affetto della memoria
Il disco si conclude con il brano strumentale che gli dà il titolo, Con l'affetto della memoria molto intenso, con il pianoforte in evidenza.

## Crediti
All'incisione del disco collaborano i "Cantori Moderni" di Alessandroni, che cantano nei cori in Amara terra mia, Sceccareddu 'mbriacu, Lu brigante, Tamburo della guerra e La sveglietta, e I 4+4 di Nora Orlandi che cantano invece in Vendemmia giorno e notte e in Scioscia popolo.
Gli arrangiamenti e la direzione d'orchestra sono curati da Piero Pintucci, con la collaborazione di Gianni Oddi; i musicisti non sono citati, ma è presumibile che Antonio Coggio, che ha curato la realizzazione del disco e che all'epoca faceva parte del gruppo che accompagnava dal vivo Modugno, abbia suonato le tastiere, Gianni Oddi gli strumenti a fiato e lo stesso Modugno la chitarra acustica.
La copertina dell'album raffigura un primo piano di Modugno sulla destra, colorato di arancione e marrone, mentre sulla sinistra vi è scritto il titolo del disco.

## Tracce
LATO A
1. Vendemmia giorno e notte (5:38)
2. Amara terra mia (3:19)
3. Salinaru (2:11)
4. Sceccareddu 'mbriacu (3:15)
5. Lu brigante (3:09)
6. Scioscia popolo (3:58)

LATO B
1. Tamburo della guerra (3:16)
2. La...Cia (2:31)
3. Frasulinu (3:48)
4. Lu pisce spada (3:17)
5. La sveglietta (2:28)
6. Con l'affetto della memoria (2:06)